# Беньяш, Раиса Моисеевна
Раи́са Моисе́евна Бенья́ш (5 [18] февраля 1914 — 14 ноября 1986) — советский театровед и театральный критик.

## Биография
Раиса Беньяш родилясь в семье врача Моисея Гершовича (Григорьевича) Беньяша и дантистки Марьям Зайвелевны (Марии Савельевны) Витис. В 1938 году окончила Московский институт философии, литературы и истории. В годы Великой Отечественной войны находилась в эвакуации в Ташкенте; после войны жила и работала в Ленинграде, где в 1947 году вышла в свет её первая книга — очерк жизни и творчества Полины Стрепетовой.
Автор многих книг и статей о театре и театральных деятелях и актёрах, неопубликованной книги об И. М. Смоктуновском.
Была знакома с Анной Ахматовой, которая подарила ей свой портрет работы А. Г. Тышлера с надписью: «Милой Раисе Моисеевне Беньяш (Джонни) — На память о трех вещах: С. Тышлере, Ташкенте и обо мне грешной. Ахм.»
Согласно завещанию Раисы Моисеевны портрет Анны Ахматовой работы А. Г. Тышлера был передан в музей Анны Ахматовой «Фонтанный дом», а хранившийся у неё же портрет-барельеф А. Ахматовой был передан актрисе Алле Демидовой.
Жила в Ленинграде, в Толстовском доме, в квартире № 104, первоначально — с актрисой и драматургом Дорианой Филипповной Слепян (1902—1979), с которой её связывали многолетние близкие отношения.

## Семья
Брат — Александр Моисеевич Беньяш (1902—1942), кандидат медицинских наук, заведующий химической лабораторией ленинградского НИИ эпидемиологии и микробиологии имени Пастера. 
Двоюродный брат — писатель Василий Гроссман.

## Книги и публикации
- П. А. Стрепетова, Л., 1947
- Н. К. Черкасов. М., 1952.
- П. А. Стрепетова. Жизнь и творчество трагической актрисы, Л.-М., 1959
- Георгий Товстоногов. Л.—М.: Искусство, 1961.
- Ленинградский государственный академический театр драмы А. С. Пушкина, в кн.: Очерки истории русского советского драматического театра, т. 3, М., 1961
- Без грима и в гриме. Л.—М., 1965.
- Режиссёр оживает в актёре, в сб.: Режиссура в пути, М., 1966.
- Ленинградский Академический Большой драматический театр им. М. Горького. — Л.: Искусство, 1968.
- Павел Мочалов. Л.: Искусство, 1976.
- Катерина Семёнова. Л., 1987.
- Р. Беньяш. Юрий Любимов (Размышления после ленинградских гастролей) // Звезда. 1973. № 3. С. 181.
- Р. Беньяш Проникновение: Две роли Аллы Демидовой // Аврора. 1975. № 4.